# Minaouët
Pour les articles homonymes, voir Minahouët.
Le Minaouët est un cours d'eau coulant dans le sud du Finistère en France et débouchant à proximité de Concarneau. 
Ce cours d'eau sert de frontière entre les communes de Concarneau et de Trégunc. 
La rivière a été nommée 1re du top #Paddle100 des meilleurs endroits au monde où faire du kayak par l'ICF.